# Karl Berger (Elektrotechniker)
Karl Berger (* 30. November 1898 in  Balgach; † 1. Dezember 1993 in Küsnacht)  war ein Schweizer Elektroingenieur, der grosse Bedeutung als Blitzforscher erlangte.

Karl Berger

## Leben
Karl Berger wurde 1898 als Sohn des Pfarrers Jakob Berger in Balgach geboren. Nach Absolvierung der Kantonsschule am Burggraben in St. Gallen belegte er zwischen 1917 und 1923 ein Elektroingenieurstudium an der ETH Zürich. 1930 promovierte er zum Dr. sc. techn.
Karl Berger, der zweimal verheiratet war, starb 1993 einen Tag nach seinem 95. Geburtstag in Küsnacht.

## Beruflicher Werdegang
Berger war von 1936 bis 1949 als Privatdozent sowie von 1949 bis 1969 als ausserordentlicher Professor für Hochspannungstechnik an der ETH Zürich tätig. Daneben wirkte er in den Jahren 1926 bis 1984 beim Schweizerischen Elektrotechnischen Verein (SEV), wo er «Vater der Schweizer Blitzforschung» genannt wurde und von 1937 bis 1970 die Forschungskommission für Hochspannungsfragen leitete. Zusätzlich war er von 1943 bis 1972 mit dem Aufbau und der Leitung der Blitzforschungsstation auf dem Monte San Salvatore betraut.

## Wirken
Bergers Forschungen dienten bis 1954 in erster Linie dem Blitzschutz von Elektrizitätswerken und Überlandleitungen, erst danach konnte er sich mit der Unterstützung des Nationalfonds der Grundlagenforschung widmen. Zum Themengebiet Blitzforschung schrieb er zahlreiche Beiträge.

## Publikationen (Auswahl)
- Blitzforschung und Gebäudeblitzschutz. In: SEV/VSE Bulletin. Band 65 (1974), Nr. 26, S. 1899–1902.
- Kugelblitz und Blitzforschung. In: Naturwissenschaften. Band 60 (1973), S. 485–492.
- Oszillographische Messungen des Feldverlaufes in der Nähe des Blitzschlages auf dem Monte San Salvatore. In: SEV/VSE Bulletin. Band 64 (1973), Nr. 3, S. 120–136.
- Methoden und Resultate der Blitzforschung auf dem Monte San Salvatore bei Lugano in den Jahren 1963–1971. In: SEV/VSE Bulletin. Band 63 (1972), Nr. 24, S. 1403–1422.
- Blitzforschung und Personenblitzschutzes. In: ETZ (A). 1971, Nr. 9.
- Das Problem des Personenblitzschutzes. In: SEV/VSE Bulletin. Band 62 (1971), Nr. 8, S. 397–399.
- Das Grundprinzip des Blitzschutzes. In: SEV/VSE Bulletin. Band 61 (1970), Nr. 6, S. 272–274.
- Wirtschaftlicher Blitzschutz von Eisenbetonbauten. In: Schweizerische Bauzeitung. Band 80 (1962), Nr. 12.

## Ehrungen
- 1963 Ehrendoktorat der Technischen Hochschule München
- 1981 Ehrendoktorat der Technischen Universität Uppsala